# ۱۳۹۸ (میلادی)
۱۳۹۸ (میلادی) هزار و سیصد و نود و هشتمین سال تقویم میلادی است.

## زادگان
- ۲۵ فوریه - شوان‌دو، پنجمین امپراتور دودمان مینگ در چین.
- یوهانس گوتنبرگ، مخترع آلمانی ماشین چاپ.

## درگذشتگان
- ۲۴ ژوئن - هونگ‌وو، بنیادگذار دودمان مینگ و امپراتور چین.

‎